# Kvinden med de smukke Øjne
Kvinden med de smukke Øjne er en dansk stumfilm fra 1917 produceret af Nordisk Film og instrueret af Alexander Christian.

## Medvirkende
| Skuespiller            | Rolle                               |
| ---------------------- | ----------------------------------- |
| Marie Dinesen          | Grevinde de Toussaint               |
| Gunnar Sommerfeldt     | André, grevindens søn               |
| Robert Schmidt         | Louis, grevindens søn               |
| Johannes Ring          | Godsejer Beauvoir                   |
| Johanne Fritz-Petersen | Madelaine, Beavoirs datter          |
| Aage Hertel            | Grimbert, pengeudlåner              |
| Lilly Jacobsson        | Luzette, kvinden med de smukke øjne |
| Alma Hinding           |                                     |